# Filialbildung

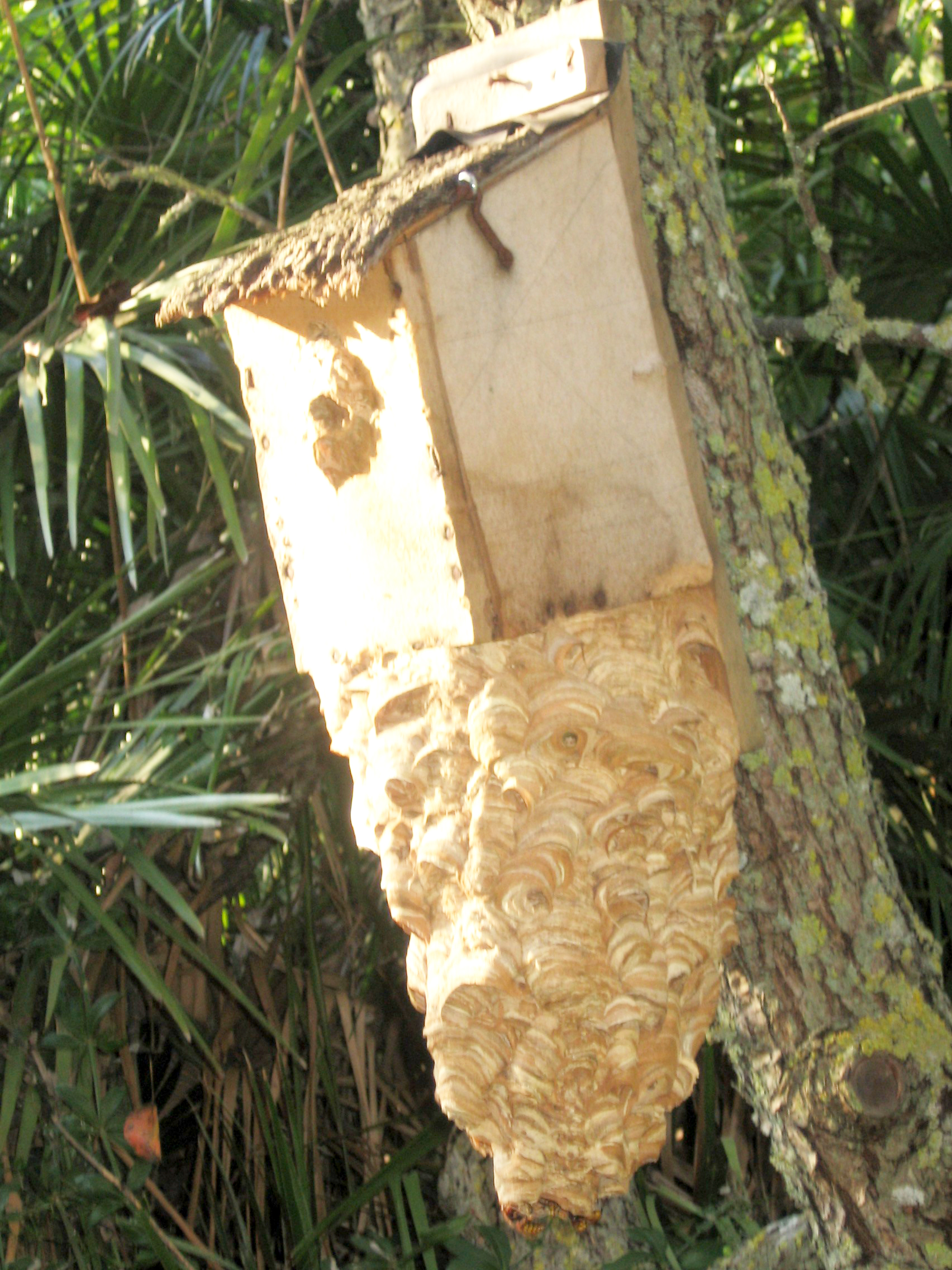
Von Hornissen besetzter Nistkasten

Als Filialbildung bezeichnet man den Vorgang des Umzugs eines Hornissenvolks in ein Filialnest.
Hornissen nisten im Inneren von Hohlräumen unterschiedlicher Größe. Hornissenköniginnen siedeln sich im Frühjahr dabei manchmal in kleinen Hohlräumen wie z. B. Vogelnistkästen an, die zu wenig Raum zur vollen Entfaltung des Hornissenstaates bieten. Nicht selten kommt es dann zur Bildung von Filialnestern. Das sind räumlich getrennte Neubauten von Nestern durch dasselbe Volk an einer besser geeigneten Stelle, die meist nahe beim Ursprungsnest liegt, aber auch mehrere hundert Meter entfernt liegen kann. Haben Arbeiterinnen eine entsprechende Stelle entdeckt, beginnen sie dort, parallel zum alten Nest, mit dem Nestbau. Zunächst werden neue Waben gebaut. Anschließend fliegen einige Arbeiterinnen mit der Königin zu dem neuen Nest. Da bei Hornissen nur die Königin Eier legt (die Arbeiterinnen hindern sich gegenseitig an der Eiablage) werden nach dem Umzug am alten Neststandort keine Eier mehr nachgelegt. Eine Zeitlang betreuen die Arbeiterinnen nun beide Nester, bis das alte Nest nach und nach ausstirbt.
Die Bildung von Filialnestern mit der Möglichkeit der nachträglichen Verlagerung des Neststandorts existiert, soweit bekannt, innerhalb der sozialen Faltenwespen ausschließlich bei Hornissen. Von Vespula-Arten sind nur funktionslose Filialnester bekannt, die leer bleiben. Aus Österreich wird ein merkwürdiges, nicht funktionales Doppelnest beschrieben, das wohl auf ein mechanisch beschädigtes Wespennest zurückging, bei dem möglicherweise Arbeiterinnen mit dem Bau eines zweiten benachbarten Nestes begonnen hatten, das aber letztlich wohl unbenutzt blieb.
Als Filial- oder Tochternester werden auch abhängige Nestgründungen bezeichnet, bei der aus der Mutterkolonie durch „Knospung“, d. h. Abspaltung eines Teils der Kolonie mit einer neuen Königin, ein neues Nest hervorgeht. Dieses kann unabhängig sein oder in Kontakt mit dem Mutternest bleiben. Solche Tochternestbildungen treten z. B. bei Feldwespen (Polistinae) und bei vielen Ameisenarten auf. Nur bei Ameisen gibt es auch, wie bei den Hornissen, regelrechte Nestumzüge, wenn die Bedingungen sich am Ursprungsnest verändern oder dieses gestört wird. Bei Termiten und Ameisen existieren zusätzlich Satellitennester, d. h. räumlich getrennte Neststandorte, die zeitgleich von derselben Kolonie genutzt werden.